# Bahnhof Delle
Der Bahnhof Delle (französisch Gare de Delle) ist der Bahnhof der französischen Gemeinde Delle im Département Territoire de Belfort in der Region Bourgogne-Franche-Comté. Seit 1872 diente der 1868 eröffnete Bahnhof als Grenzbahnhof zur Schweiz. 1992 wurde der Personenverkehr auf der Bahnstrecke Belfort–Delle von der SNCF eingestellt, seit 1995 verkehrten auch keine Personenzüge auf dem grenzüberschreitenden Abschnitt der Bahnstrecke Delémont–Delle. 1993 endete der Güterverkehr auf dem französischen Streckenabschnitt bis Delle. Schließlich wurde 1996 der grenzüberschreitende Abschnitt vollständig stillgelegt und von der SBB abgebaut, der Bahnhof Delle verlor die meisten Gleise und war ohne Verkehr. Nach Inbetriebnahme der LGV Rhin-Rhône mit dem Bahnhof Belfort-Montbéliard TGV kamen Forderungen nach einer Wiederinbetriebnahme des Bahnhofs und Strecke auf, um Anschlüsse an den TGV zu gewährleisten. Die SBB nahmen 2006 wieder den Personenzugverkehr bis Delle auf. Am 6. Dezember 2018 wurde die zuvor elektrifizierte Bahnstrecke Belfort–Delle für den Personenverkehr reaktiviert.

## Geschichte
Am 29. Juni 1868 eröffnete die Compagnie Paris-Lyon-Méditerranée (PLM) die Bahnstrecke Montbéliard–Audincourt–Morvillars–Delle, die am 23. September 1872 durch die Chemin de fer Porrentruy–Delle (PD) mit der Strecke Porrentruy–Boncourt–Delle ihren Anschluss in die Schweiz bekam. Von Delémont aus hätte sie als Jura-Gotthard-Bahn nach Luzern verlängert werden sollen, dieses Projekt kam jedoch nicht zustande.

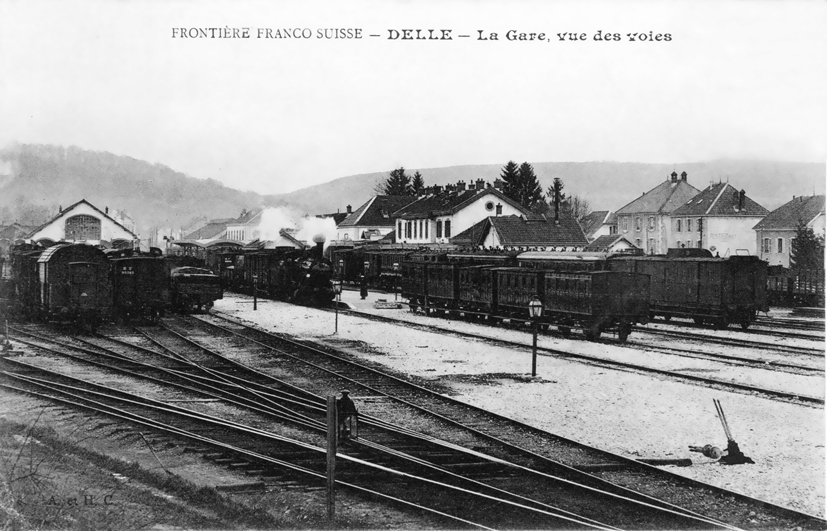
Umfangreicher Verkehr im Bahnhof Delle vor der Elektrifizierung

Am 13. August 1877 eröffnete die Compagnie des Chemins de fer de l’Est (EST) die Strecke Belfort–Morvillars(–Delle). Mit Fertigstellung der Strecke Delémont–Porrentruy der Chemins de fer du Jura bernois (JB) wurde Delle zum nördlichsten und wichtigsten Grenzbahnhof zwischen der Schweiz und Frankreich, da damit die durchgehenden Züge zwischen Paris und Zürich den seit 1871 deutschen Abschnitt über Mülhausen umgehen konnten. Dieser Zusammenschluss mit dem übrigen Schweizer Normalspurnetz markierte auch den Beginn des Aufschwungs des Schienenverkehrs über den Grenzbahnhof Delle.
Der elektrische Betrieb der Schweizerischen Bundesbahnen (SBB) unter 15 kV 16⅔ Hz Wechselstrom wurde auf der Strecke Delémont–Delle am 15. Mai 1933 aufgenommen. Dabei wurde auch der kurze Abschnitt zwischen der Landesgrenze und dem Bahnhof Delle von den SBB ebenfalls mit-elektrifiziert.
Nach dem Zweiten Weltkrieg vereinbarten die Schweiz und Frankreich 1948 den Bau eines neuen Grenzbahnhofs in Delle. Auf französischer Seite setzte allerdings ein Abschwung ein, der zuletzt doppelspurige Abschnitt Morvillars–Delle wurde 1953 aufgrund von Einsparungen auf ein Gleis zurückgebaut. Von der beabsichtigten Elektrifizierung sah die SNCF 1957 endgültig ab, stattdessen wurde die Strecke bis Basel SNCF elektrifiziert, auf die sich auch ein Großteil des Verkehrs verlagerte. Der neue Grenzbahnhof in Delle konnte allen Widrigkeiten zum Trotz 1967 eröffnet werden.
Im Laufe der Zeit verlor Delle gegenüber den elektrifizierten Eisenbahn-Grenzübergängen Basel, Les Verrières und Vallorbe sukzessive an Bedeutung. Die letzten durchgehenden Züge zwischen Delémont und Belfort wurden am 26. September 1992 aufgegeben und die Strecke Belfort–Delle von der SNCF für den Personenverkehr stillgelegt. Der grenzüberschreitende Güterverkehr auf dem Abschnitt Boncourt–Delle wurde von den SBB per 30. Juni 1993 eingestellt, im selben Jahr legten auch die SNCF den Abschnitt Morvillars–Delle vollständig still.
Mit Fahrplanwechsel vom 27. Mai 1995 stellten die SBB die Bedienung des Bahnhofs Delle von Schweizer Seite her ein. Mit dem Wegfall des Personenverkehrs wurde der Abschnitt Boncourt–Delle am 1. Juni 1996 stillgelegt und de-elektrifiziert. Da der ehemalige Grenzbahnhof Delle nun nutzlos wurde, wurden in den Jahren 1996 und 1997 fast die gesamten Gleisanlagen des weitläufigen Bahnhofs demontiert.

### Reaktivierung

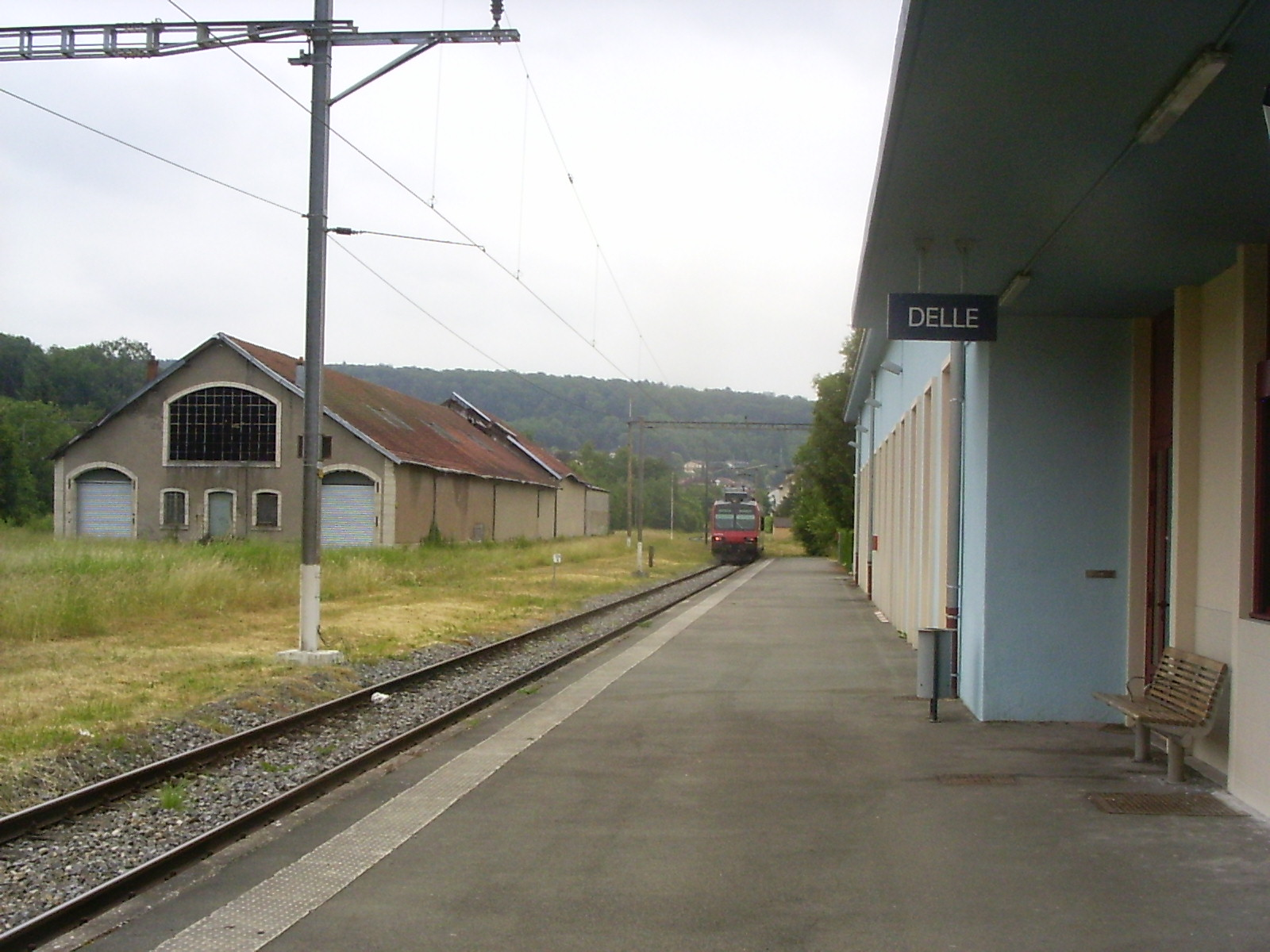
Bahnhof Delle als Endstation im Jahr 2015

Seit dem 8. Dezember 2006 verkehren nach elfeinhalbjähriger Unterbrechung wieder Züge der SBB zwischen Boncourt und Delle. Dies geschah als erster symbolischer Schritt zur Reaktivierung der Strecke Belfort–Delle.
Zum Fahrplanwechsel im Dezember 2018 wurde die Strecke Belfort–Delle reaktiviert und damit die Verbindung von Porrentruy nach Belfort wieder möglich gemacht. Am Bahnhof Belfort-Montbéliard TGV besteht zudem die Anbindung an das TGV-Netz. Für diesen Zweck wurde die Strecke erneuert.

## Verkehr

### Frühere Verbindungen
Neben internationalen Personenzügen verkehrten insbesondere Güterzüge aus Frankreich über Delle, da der alte Zugang nach Basel durch das Elsass und damit über deutsches Gebiet führte. Um die zusätzliche Zollbehandlung zu umgehen, wurden Züge bevorzugt über Delle nach Delémont und weiter nach Basel geleitet. Mit Inbetriebnahme des Grenchenbergtunnels 1915 wurde zudem die Strecke zwischen Delémont und Biel stark verkürzt.

### Aktuelle Verbindungen
Seit dem Fahrplanjahr 2014 verkehren stündlich RegioExpress-Züge zwischen Delle, Porrentruy, Delémont und Biel/Bienne. Seit dem Fahrplanjahr 2019 beginnen diese am Bahnhof Meroux (TGV).